# Eurylaimus
Eurylaimus là một chi chim trong họ Eurylaimidae.

## Các loài
Có 2 loài được ghi nhận trong chi:
| Hình ảnh | Tên khoa học          | Tên thông dụng   | Phân bổ                                                                              |
| -------- | --------------------- | ---------------- | ------------------------------------------------------------------------------------ |
|          | Eurylaimus javanicus  | Mỏ rộng hồng     | Brunei, Campuchia, Indonesia, Lào, Malaysia, Myanmar, Singapore, Thái Lan, Việt Nam. |
|          | Eurylaimus ochromalus | Mỏ rộng đen vàng | Brunei, Indonesia, Malaysia, Myanmar, Singapore, Thái Lan                            |

Các loài trước đây
- Eurylaimus samarensis: syn. Sarcophanops samarensis[3]
- Eurylaimus steerii: syn. Sarcophanops steerii[4]
- Platyrhynchos cyanoleucus: syn. Myiagra cyanoleuca[5]
- Platyrhynchos ruficollis: syn. Myiagra ruficollis[6]
- Platyrhynchos vanikorensis: syn. Myiagra vanikorensis[7]

## Hình ảnh

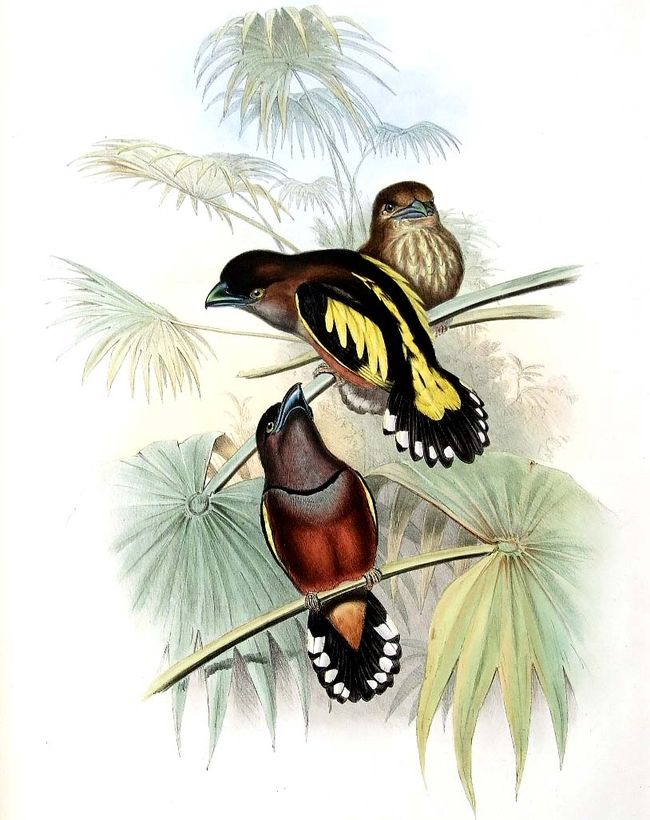
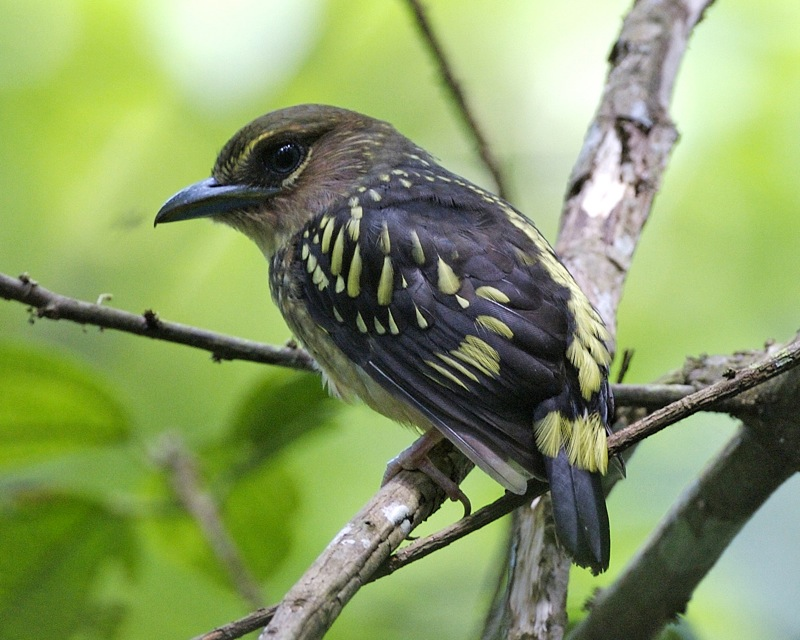